# Danapur, Gangawati
Danapur là một làng thuộc tehsil Gangawati, huyện Koppal, bang Karnataka, Ấn Độ.